# Црква Светог Архиђакона Стефана у Свилеуви
Црква Светог архиђакона Стефана у Свилеуви је српска православна црква која припада Епархији шабачкој. Подигнута је 1828. године, а данашња црква је из 1884. године. 
Представља непокретно културно добро као споменик културе.

## Претходне цркве у Свилеуви
Село Свилеува има три локације које се зову „Црквине“. Једна од ових локација „Црквине - Марковића грмови“ је археолошки испитана у јесен 2002. године и пронађени су остаци цркве брвнаре дужине 9 и ширине 5 корака. У њеној непосредној близини пронађено је неколико гробова, као и црквени бунар који је био озидан каменом. Ова црква се изграђена у периоду 1739-1764. и при њој је 1764. године радила прва школа у Свилеуви. Црква је запустела током Аустријско-турског рата (1789—1791). Временом су њени остаци пропали и више није обнављана. Није познато колико је времена радила школа при овој цркви.

## Данашња црква
На новој локацији, ни на једној од поменуте три под називом „Црквине“, подигнута је Црква Светог архиђакона Стефана 1828. године. У непосредној близини цркве подигнута је и школа која је почела са радом 1829. године. Црква је била направљена од веома лошег грађевинског материјала и од ње су остали сачувани само камени амвон и олтар (часна трпеза).
Нова црква у непосредној близини старе, која је срушена, подигнута је 1884. године. Црква је заграђена од цигле, имала је под такође од цигле. То је једнобродна грађевина, елипсоидног облика основе, која је задржала облик брвнаре. Има заобљен кров који је био покривен црепом. Године 1987. цреп на крову је замењен поцинкованим лимом, а 2003. бакарним лимом. Године 1988. под у цркви је замењен керамичким плочицама. Унутрашњост цркве није осликана.
Поред цркве налази се звоник саграђен у периоду од 1955. до 1960. године. У порти цркве налази се 14 споменика ратницима из Свилеуве, погинулим у ратовима 20. века, који нису ту сахрањени.
Слава храма је празник преноса моштију Светог архиђакона Стефана који се обележава 2/15. августа.